# Ernest Wilimowski

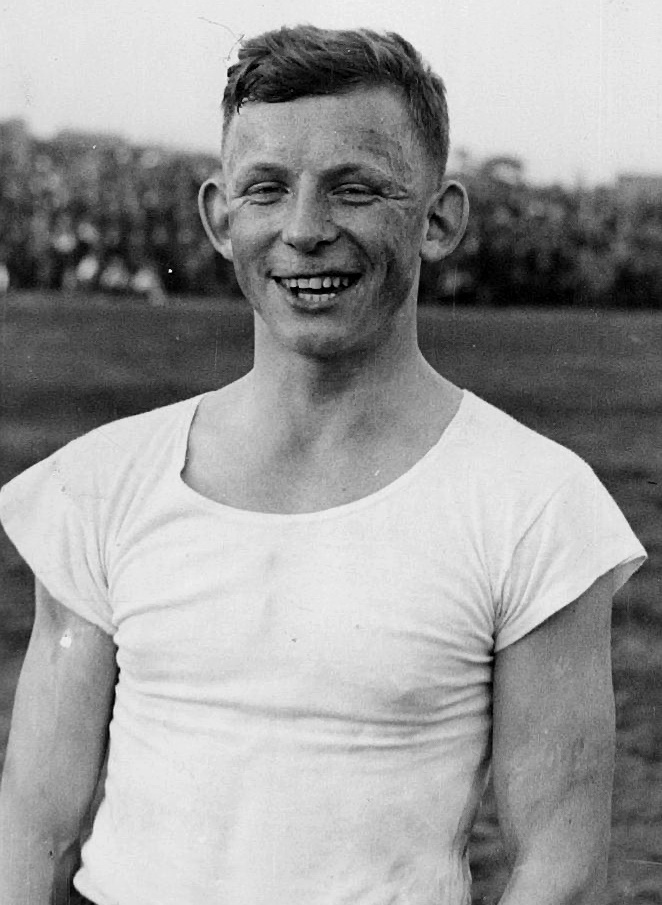

Ernest Wilimowski (23. června 1916, Katovice — 30. srpna 1997, Karlsruhe) byl slezský fotbalista, který reprezentoval Polsko i Německo. Byl výjimečný technik a obávaný kanonýr, údajně vstřelil za svoji kariéru 1175 branek. Patřil k hráčům, jejichž nejlepší fotbalová léta zmařila druhá světová válka, podobně jako Josef Bican.
Jeho otcem byl německý voják Ernst Roman Prandella, který padl za první světové války. Jméno Wilimowski dostal od druhého manžela své matky, který byl Polák; doma se ovšem mluvilo hlavně hornoslezským nářečím. S fotbalem začínal v etnickém německém klubu 1. FC Kattowitz, v roce 1934 přestoupil do Ruchu Wielkie Hajduki (dnešní Ruch Chorzów). Získal s ním čtyři ligové tituly, dvakrát byl králem střelců. 21. 5. 1939 vstřelil v zápase s mužstvem Union Touring Lodž, který skončil 12:1, deset branek, což je dosud platný polský rekord. V polské reprezentaci odehrál 22 zápasů a vstřelil v nich 21 gólů. Na Olympiádu 1936 nejel kvůli údajnému porušení životosprávy, zato se zúčastnil mistrovství světa ve fotbale 1938: v utkání s Brazílií, které Poláci prohráli 5:6 po prodloužení, vstřelil jako první hráč v dějinách světových šampionátů čtyři branky.
Když Němci zabrali Polsko, nabídli obyvatelům Horního Slezska občanství Třetí Říše. Wilimowski (zřejmě i ze strachu, že by mu okupanti mohli spočítat jeho někdejší odchod z německého klubu do polského) podepsal Deutsche Volksliste a hrál za 1. FC Katowitz, pak byl jako policista převelen do PSV Chemnitz a v roce 1942 přešel do TSV Mnichov 1860, s nímž vyhrál Německý pohár (zaznamenal v soutěži 14 branek, což je dosavadní pohárový rekord). Nastoupil také za německou reprezentaci v osmi přípravných zápasech, v nichž skóroval třináctkrát.
Po válce zůstal Wilimowski v Německu, Polsko ho zavrhlo jako zrádce. Hrál za FC Augsburg, Racing Strasbourg a VfR Kaiserslautern, ale jeho výkonnost již klesala, na vině byl i jeho sklon k pití. Když polský tým přijel na mistrovství světa ve fotbale 1974, chtěl Wilimowski hráče navštívit, ale funkcionáři to zakázali. Trenér Kazimierz Górski, který byl v mládí velkým Wilimowského obdivovatelem, se s ním alespoň setkal soukromě v jednom hotelu v Murrhardtu.

## Zajímavosti
Měl šest prstů na pravé noze.
Wilimowského spoluhráč Fritz Walter o něm řekl: „Neměl žádné nervy, v zápase dal víc gólů, než měl šancí.“
Je jediným hráčem v historii, který dal gól za Německo i proti Německu (9. 7. 1934 ve Varšavě).